# Friedrich Pfordt
Friedrich Pfordt (* 18. Februar 1900 in Landsweiler-Reden; † 12. Oktober 1957 in Saarbrücken) war ein saarländischer Politiker (KPD).

## Leben
Pfordt arbeitete zunächst bei den Eisenbahnwerkstätten in Neunkirchen als Schlosser. Zum Ende des Ersten Weltkrieges wurde er vom Militär als Lokomotivheizer eingesetzt.
Im Jahr 1921 trat er der USPD bei und 1923 der KPD. Als Gewerkschaftsfunktionär und Bevollmächtigter verschiedener Ortsverwaltungen war er im Einheitsverband der Eisenbahner Deutschlands (EdED) tätig. Aus dem EdED wurde Pfordt jedoch 1928 wegen Unterstützung der veränderten Ausrichtung der KPD-Gewerkschaftspolitik ausgeschlossen. Danach übernahm er Funktionen in der Revolutionären Gewerkschafts-Opposition. Bei den Landesratswahlen 1928 verpasste er den Einzug, konnte jedoch 1929 für den ausgeschiedenen Philipp Daub nachrücken. Er gehört der Volksvertretung bis 1932 an. Ab 1929 war Pfordt außerdem Chefredakteur der Saarbrücker Arbeiter-Zeitung. Ab 1930 wurde er „Organisations-Leiter“ der KPD im Parteibezirk Saar.
Im Vorfeld der Saarabstimmung von 1935 gehörte Pfordt neben Max Braun zu den führenden Kräften der Einheitsfront, die sich gegen den Anschluss des Saargebietes an das Deutsche Reich einsetzte. Ab 1934 wurde er "Politischer Leiter" des KPD-Parteibezirks Saar.
1935 nahm Pfordt am VII. Weltkongress der Kommunistischen Internationale teil und war in den folgenden Jahren für die Internationale Rote Hilfe tätig. 1939 brach er mit seiner Partei. Während des Zweiten Weltkrieges hielt er sich in Schweden auf, wo er zeitweilig interniert war.
Nach Kriegsende zurück im Saarland leitete er von 1946 bis 1949 das Mouvement pour le Rattachement de la Sarre à la France (MRS) und war auch einer der Herausgeber des MRS-Organs Die Neue Saar.